# يهوشع زاك
يهوشع زاك (بالعبرية: יהושע זק‏) (من مواليد 1929) هو عالم فيزياء نظرية إسرائيلي، حصل على جائزة إسرائيل لعام 2022 وميدالية فيغنر لعام 2014.

## جوائز
- وسام فيغنر (2014).[4]
- جائزة إسرائيل لإنجازاته في الفيزياء (2022).
- تمت تسمية فرميون براون-زاك وتحويل زاك باسمه.